# Petrus de Dacia
Petrus de Dacia ou Pierre de Dacie, né environ en 1235 à Gotland, petite île de Suède située en mer Baltique, et mort en 1289 à Visby, ville sur la même île suédoise, est un frère dominicain suédois.

## Biographie
Le moine Petrus de Dacia vécut au XIIIe siècle. Il étudia d'abord à Cologne (de 1266 à 1269), puis à Paris avec Thomas d'Aquin (de 1269 à 1270). Dès 1271 il enseigna au couvent dominicain de Skänninge (Suède) et fut choisi en 1280 comme prieur du couvent de Visby, où il mourut.
Il est célèbre pour sa correspondance mystique avec la religieuse Christina von Stommeln (1242–1312), qui fut la première femme à avoir eu les stigmates. Morte en 1312 et célébrée comme bienheureuse le 6 novembre, ses reliques sont objet de dévotion. Le récit de cette singulière passion mystique, presque une légende, est connu sous le titre Vie de la vierge bénie du Christ Christine.
La religieuse et bienheureuse dominicaine Ingrid Elofsdotter (Ingrid de Skänninge) fut une disciple de Petrus de Dacia.